# Reformationskirche (Bad Schwalbach)
Die Reformationskirche in Bad Schwalbach im südhessischen Rheingau-Taunus-Kreis ist eine evangelische Kirche, die von 1729 bis 1740 von den aus Rhens am Rhein zugewanderten reformierten Christen gebaut wurde.

## Geschichte

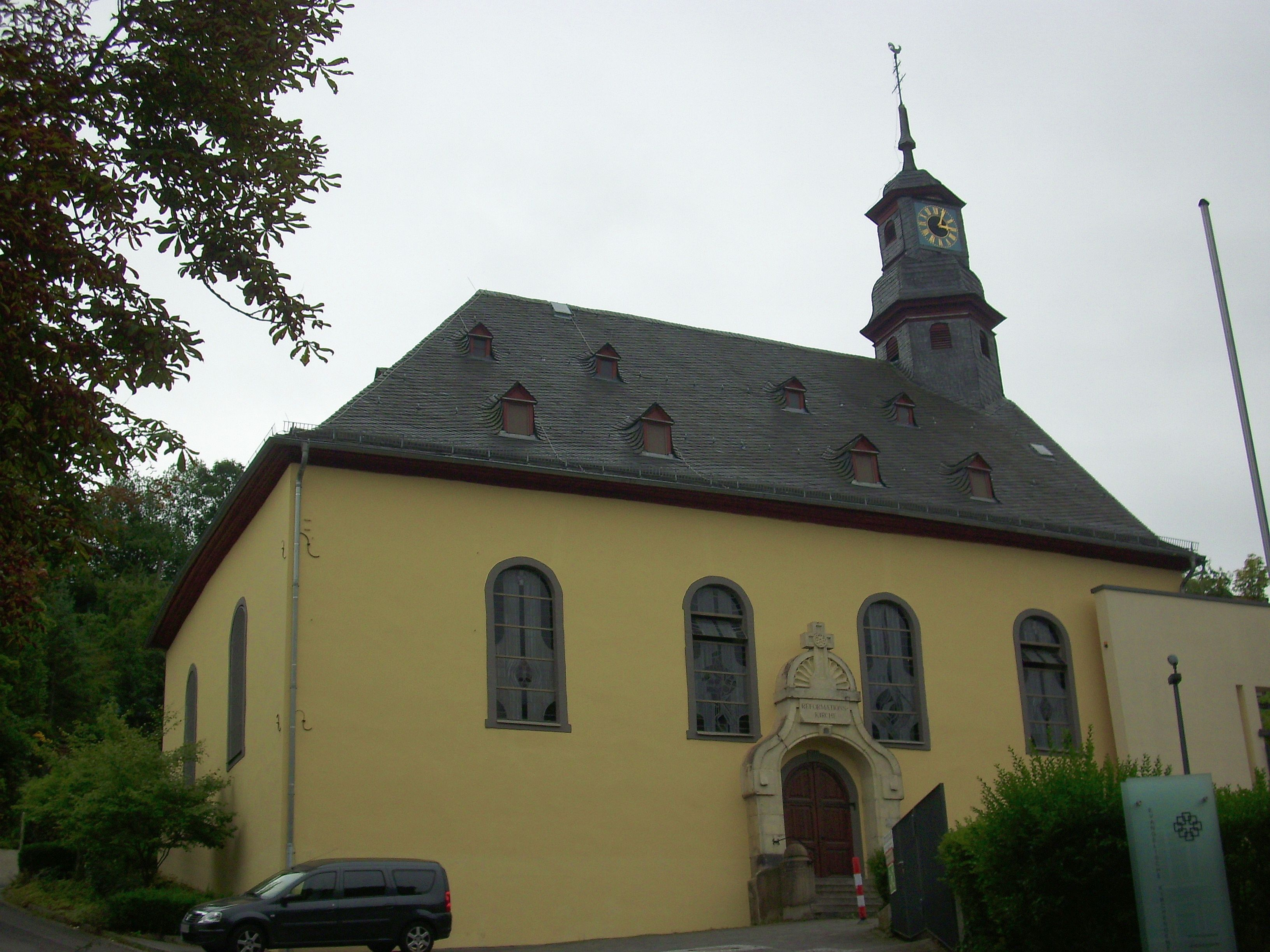
Die Reformationskirche, rechts im Bild das Gemeindezentrum

Die Reformationskirche entstand auf Veranlassung des Landgrafen Karl von Hessen-Kassel, der seit 1685 protestantische Glaubensflüchtlinge aus dem Königreich Frankreich, sogenannte Hugenotten, zur Ansiedlung einlud. Die Rechtsgrundlage dafür bot ihm der Regensburger Vertrag von 1654, der sowohl Lutheranern und Reformierten als auch Katholiken freie Religionsausübung in Bad Schwalbach gewährte. Langenschwalbach, wie Bad Schwalbach damals hieß, stand seit dem Westfälischen Frieden von 1648 unter der Herrschaft der hessen-kasselischen Sekundogenitur Hessen-Rheinfels, in deren Territorium Landgraf Karl so genannte Reservatrechte ausübte, die sich auch auf das Religionswesen erstreckten. So kamen 1685 auch einige reformierte Familien mit ihrem Pfarrer Johann Bernhard Delph in den Vordertaunus, die der Kölner Kurfürst Maximilian Heinrich in Rhens am Rhein ausgewiesen hatte. Ihnen wurde zunächst der benachbarte Ort Kemel als Wohnsitz zugewiesen. Doch schon bald zeigte sich, dass Kemel als Mittelpunkt einer reformierten Gemeinde ungünstig gelegen war, zumal sich immer häufiger auch reformierte Kurgäste in Langenschwalbach aufhielten. Deshalb erwarb Pfarrer Delph 1687 den Langenschwalbacher Erlenhof, den er als reformiertes Pfarramt führte. Für Gottesdienste stellte man der reformierten Gemeinde, wie auch an anderen Orten der Niedergrafschaft Katzenelnbogen, die evangelisch-lutherische Pfarrkirche zur Verfügung. Die gemeinsame Nutzung der Pfarrkirche sorgte immer wieder für Auseinandersetzungen, die 1724 darin mündeten, dass die Lutheraner den Reformierten am 2. Weihnachtsfeiertag das Betreten der Kirche zu einem Abendmahlsgottesdienst schlichtweg verweigerten, so dass mehr als 50 Langenschwalbacher und 250 auswärtige Reformierte kurzerhand auf ein Privathaus ausweichen mussten.
Nachdem 1723 Johann Heinrich Delph das Pfarramt von seinem Vater übernommen hatte, wurde 1729 der Grundstein der Reformationskirche gelegt. Trotz beträchtlicher Spenden von reformierten Christen aus dem In- und Ausland schritt der Bau jedoch nur langsam voran, so dass die Kirche erst 1740 ihrer Bestimmung übergeben werden konnte. Der Dachreiter mit den beiden Glocken kam sogar erst 1749 hinzu. Mit der Idsteiner Union von 1817 wurden die beiden evangelischen Kirchengemeinden zu einer einzigen vereinigt. Der an der Kirche gelegene reformierte Friedhof wurde aufgegeben. In den Jahren 2001 bis 2005 wurde die Kirche saniert und in ein modernes Gemeindezentrum umgebaut.
Hier wird auch der aus dem Nachlass von Pfarrer Delph stammende Abendmahlskelch der Rhenser Exulanten präsentiert, den der Mainzer Historiker Alexander Ritter 1999 im Archivschrank des ehemaligen Pfarrhauses wiederaufgefunden hat. 2002 wurde zur Erinnerung an die schweren Konfessionskämpfe in Rhens ein Replikat dieses Kelches angefertigt, das evangelische und katholische Christen aus Rhens in einer mehrtägigen Wanderung symbolisch von Bad Schwalbach zurück nach Rhens trugen. Diese originalgetreue Nachbildung des historischen Kelches dient seither der evangelischen und der katholischen Kirchengemeinde Rhens zum gemeinsamen Gebrauch bei der Feier des Abendmahls bzw. der Eucharistie.

## Baubeschreibung
Die Reformationskirche ist als schmucklose Saalkirche mit Reminiszenzen an den hessischen Bauernbarock angelegt. Von den ursprünglichen Einbauten ist lediglich die Kanzel und Schalldeckel erhalten – letzterer ohne den ursprünglich krönenden Stern. Um 1902 wurde das heutige Portal mit der Inschrift „Reformationskirche“ angelegt. 1903 wurden die drei Buntglasfenster im Altarbereich eingebaut. Die vier modernen Glasfenster wurden 1974 eingebaut und stellen die vier Elemente Luft, Feuer, Wasser und Erde dar. Das große Lutherbild über dem Portal wurde von dem Portraitmaler Ludwig von Rössler geschaffen, dessen Familie Bad Schwalbach sehr verbunden war. Nach den Planungen des Architektenteams Zaeske aus Wiesbaden entstand ab 2001 an der Reformationskirche das heutige Gemeindezentrum der evangelischen Kirchengemeinde, in das der historische Kirchenbau behutsam integriert wurde. Der 1972 gebaute Orgel wurde umgebaut und 2005 in den Altarbereich versetzt, der ebenfalls völlig neu gestaltet wurde. An der gegenüberliegenden Seite des Kirchraums entstand unter Verwendung der historischen Stützpfeiler eine neue Empore.